# 莱昂纳多·德·洛伦佐

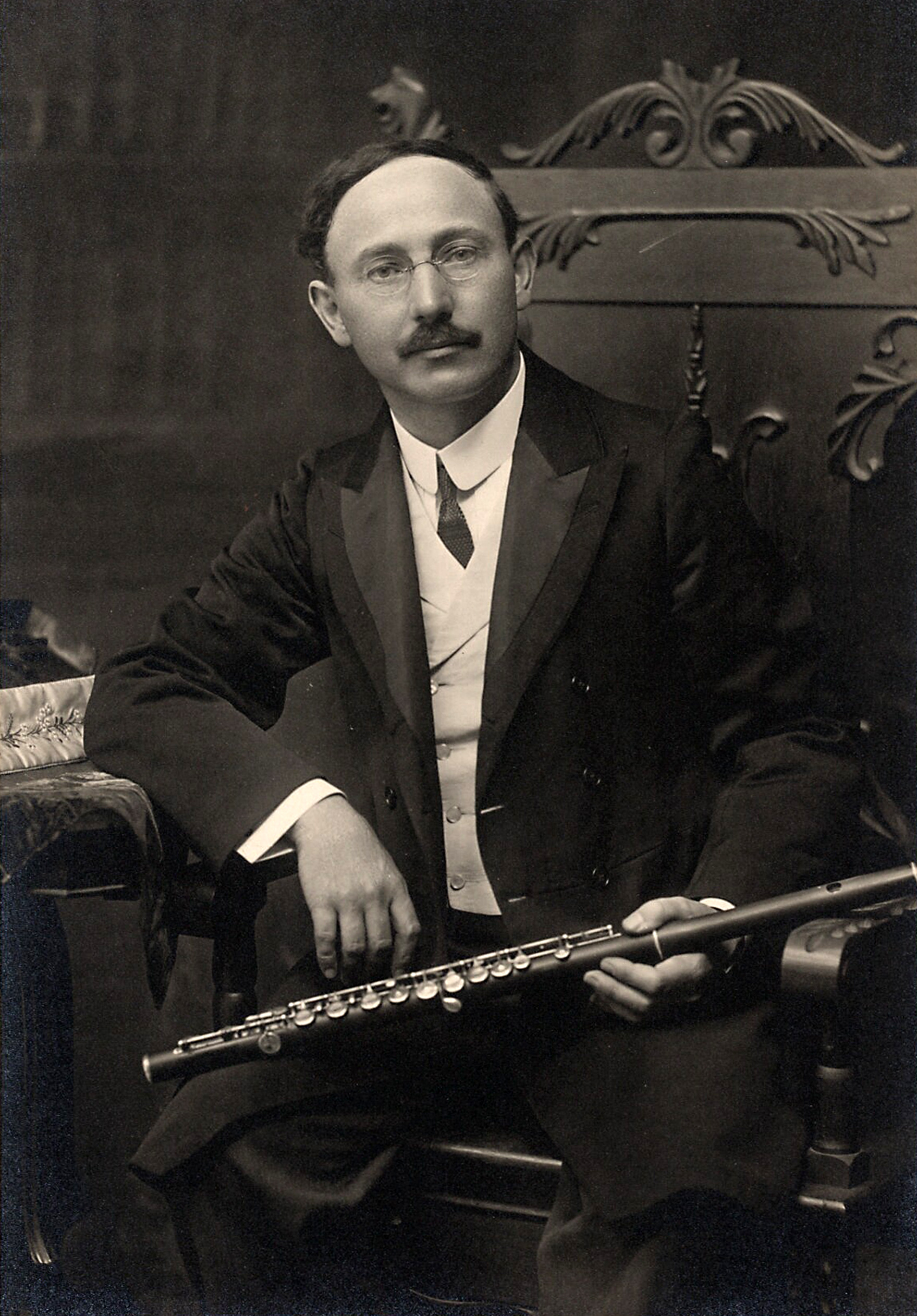
莱昂纳多·德·洛伦佐

莱昂纳多•德•洛伦佐（英文：Leonardo De Lorenzo）（1875年8月29日-1962年7月29日）是意大利长笛演奏大师和音乐教育家。

## 生平
德•洛伦佐出生在意大利波滕扎省的维贾诺市，8岁时到那不勒斯音乐学院（英文：San Pietro a Majella）学习，在那里他开始学习笛子演奏。16岁移民到美国，在肯塔基的一个酒店工作.1896年，他重新回到意大利的亚历山德里亚服兵役，同时加入了Giovanni Moranzoni指导的军乐队。

随后，他开始了自己的事业并参观了意大利、德国、英国和南非。25岁时他在开普敦加入了一个乐团。1907年，他回到那不勒斯完成学业，然后他又去了美国，在古斯塔夫•马勒指导的纽约爱乐乐团担任第一横笛吹奏者，同时在纽约交响乐团替换Georges Barrère进行演奏。

他也是明尼阿波利斯乐队、洛杉矶乐队和罗彻斯特乐队的横笛吹奏者。1914年，在他与明尼阿波利斯交响乐团合作期间，遇到了钢琴家莫德彼得森，两人经常在一起，随后两人步入了婚姻殿堂。1917年，洛杉矶长笛俱乐部为他演奏了一个音乐剧，并授予德•洛伦佐第一荣誉会员头衔。

从1923年到1935年，他在伊士曼音乐学院（英文：Eastman School of Music）担任长笛教授。退休后，他开始关注作曲和写作理论刊物。作品如Saltarello和Pizzica-pizzica是对故乡的传统音乐的致敬。1953年10月25日他的所有研究材料捐赠给南加州大学。

同年，他获得了罗马华盛顿国际学院荣誉博士学位，并成为在米兰新成立的长笛俱乐部的教父。1955年8月29日，洛杉矶长笛俱乐部组织了一次音乐会，演奏他的作品来祝贺他的80岁生日。1962年，德•洛伦佐在加利福尼亚州圣芭芭拉的家中去世。现在的“莱昂纳多•德•洛伦佐”国际长笛比赛每两年举行一次，地点设在维贾诺，目的就是为了纪念他。

## 艺术作品
- Appassionato，长笛作品5号
- Giovialità，长笛和钢琴作品15号
- Serenata，长笛和钢琴作品16号
- Saltarello，长笛作品27号
- Carnevale，长笛作品
- Nove grandi studi
- I tre virtuosi，三个长笛作品31号
- I seguaci di Pan，四长笛作品32号
- Non plus ultra，长笛作品34号
- Pizzica-Pizzica，为长笛作品37号
- Suite mitologica，长笛作品38号
- Idillio，长笛和钢琴作品67号
- Improvviso，长笛和钢琴作品72号
- Sinfonietta (Divertimento Flautistico)，五长笛作品75号
- Trio Eccentrico，长笛，单簧管和巴松管作品76号
- Trio Romantico，为长笛，双簧管，单簧管作品78号
- I quattro virtuosi (Divertimento fantastico)，长笛，双簧管，单簧管，巴松管作品80号
- Capriccio，四长笛作品82号

## 教学作品
- L'Indispensabile. A complete modern school for the flute(1912)
- 我和长笛（英文：My complete story of the flute ）(1951)